# Obrint Pas (album)
Obrint Pas è il primo album in studio degli Obrint Pas, pubblicato nel 2000.

## Tracce
1. On vas
2. Trencar el silenci
3. Continuant avanзant
4. Sota el seu cel
5. Telefeixisme
6. Quan no ens queda res
7. Cada cop
8. Temps d'esclatar
9. Quan no hi ets
10. No tingues por
11. Punt de mira